# Camino de Antequera
Camino de Antequera es un barrio perteneciente al distrito Cruz de Humilladero de la ciudad andaluza de Málaga, España. Según la delimitación oficial del ayuntamiento, limita al norte con los barrios de La Florida y Carlos Haya; al este, con Arroyo del Cuarto y Carranque; al sur, con Polígono Carretera de Cártama, Portada Alta y La Barriguilla; y al oeste, con Teatinos.

## Edificios y lugares de interés
La zona del camino de Antequera fue un área de expansión de las clases pudientes entre los años 1920 y 1940, cuando entonces era la periferia. De esta época se conservan algunas villas de estilo regionalista o eclecticista, que en la actualidad o están protegidas o están en fase de serlo, como son los números 4 y 6 de la calle Sánchez Borrero, el 7 de calle Martín de la Plaza, el 13 de calle Castilla, el 85 de la Avenida Carlos Haya, y el 4 y el 8 de calle Juan Valdés.

## Transporte

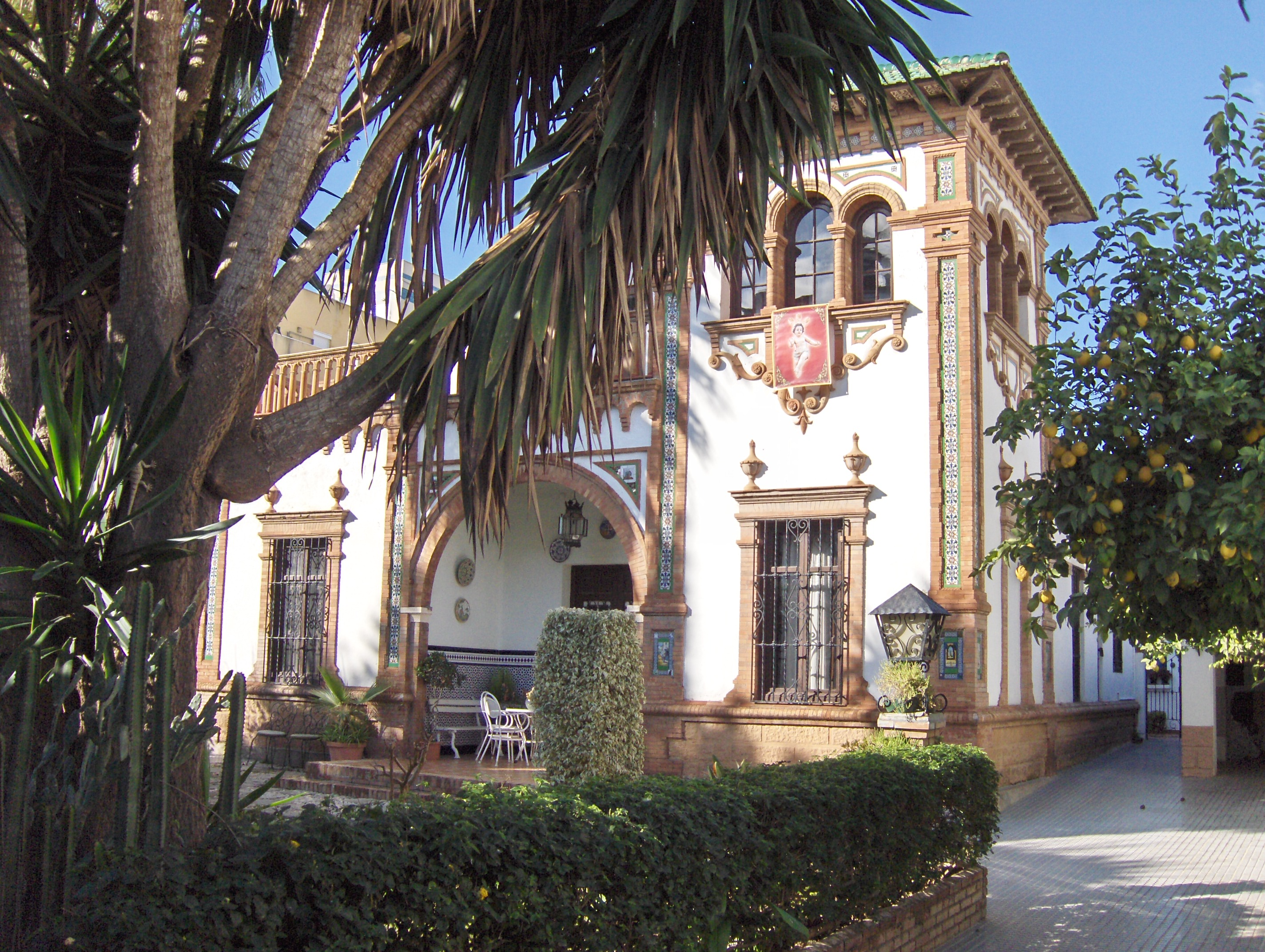
Vivienda en calle Juan de Valdés.

En autobús queda conectado mediante las siguientes líneas de la EMT: 
| Línea | Trayecto                               | Recorrido | Frecuencia                              |
| ----- | -------------------------------------- | --------- | --------------------------------------- |
| 8     | Alameda Principal - Hospital Clínico   | Recorrido | 13 minutos                              |
| 14    | Paseo de la Farola - Teatinos          | Recorrido | 11 minutos                              |
| 15    | La Virreina - Santa Paula              | Recorrido | 11-12 minutos                           |
| 21    | Alameda Principal - Puerto de la Torre | Recorrido | 12 minutos                              |
| 23    | Alameda Principal - Parque Cementerio  | Recorrido | 25-30 minutos                           |
| 31    | Alameda Principal - Mainake            | Recorrido | 18-25 minutos                           |
| 38    | Alameda Principal - Granja Suárez      | Recorrido | 20-25 minutos                           |
| N2    | Plaza de la Marina - Circular          | Recorrido | 50-55 minutos                           |
| N4    | Alameda Principal - Puerto de la Torre | Recorrido | 23.30, 1.00 (Alameda) 0.15 (Pto. Torre) |